# Grande accélération
La grande accélération est un concept de l'histoire de l'environnement et des sociétés humaines qui fait référence à la période la plus récente de l'Anthropocène, époque au cours de laquelle, dans un contexte d'intense mondialisation et accélération des progrès scientifiques et techniques et des communications, les impacts des activités humaines sur la géologie, l’environnement, le climat et les écosystèmes terrestres ont fortement, et de plus en plus rapidement, augmenté, ainsi que les prélèvements de ressources naturelles non renouvelables (ou peu, difficilement, lentement, coûteusement renouvelables).

## Histoire environnementale, datations
Dans les années 1920, le scientifique soviétique Vladimir Vernadski (auteur du concept de biosphère) alerte sur le fait que l'humanité, en raison de son développement démographique, économique, agricole et industriel est en train de devenir un « facteur géologique planétaire ».
Près d'un siècle plus tard, fin 2007 dans la revue Ambio, Will Steffen, Paul Crutzen et John McNeil, dans un article intitulé « L'Anthropocène : Les humains sont-ils en train de submerger les grandes forces de la nature ? », estiment que depuis la révolution industrielle l'humanité a poussé la Terre à sortir de son ère géologique naturelle (âge interglaciaire dit holocène) pour passer dans un « Anthropocène » où « les activités humaines sont devenues si envahissantes et profondes qu’elles entrent en rivalité avec les grandes forces de la nature et poussent la Terre vers une terra incognita planétaire . Peut être en référence à l'ouvrage La Grande Transformation de l'économiste Karl Polanyi (économiste hongrois, spécialiste d'histoire et d'anthropologie économiques), ils décrivent la période la plus récente de l'holocène celle de la Grande accélération.
Alors que les dates de début proposées pour l'Anthropocène correspondent généralement au début de la révolution industrielle, voire plus tôt, la « grande accélération » débute au XXe siècle avec un taux d'accélération augmentant de façon spectaculaire (courbes exponentielles en général) après la Seconde Guerre mondiale, vers 1945 selon Steffen et ses collègues (2007) ou selon Mcneill (2014). Ce concept a été étendu pour faire référence à la forte accélération des changements socio-techniques et technologiques depuis la seconde moitié du XXe siècle . Certains auteurs lient cette période à l'explosion d'un capitalisme mondialisé et dérégulé et parlent de Capitalocène . Étant donné l'importance de la révolution numérique dans le caractère exponentiel de cette grande accélération, certains, comme S Grumbach (en 2019) parlent même de numéricène (l'ère du numérique).
En 2015, une nouvelle étude menée par Will Steffen estime que « de tous les candidats à une date de démarrage de l'anthropocène, le début de la grande accélération est de loin le plus convaincant du point de vue de la science du système terrestre ». L'étude relève cependant quelques signes de ralentissement : le ralentissement de la croissance démographique mondiale, la stagnation de la construction de grands barrages depuis une quinzaine d'années, et la résorption du « trou » dans la couche d'ozone au-dessus de l'Antarctique. Jan Zalasiewicz, professeur de géologie à l'Université de Leicester (Angleterre) et membre du Groupe de travail sur l'anthropocène (en), un réseau interdisciplinaire de chercheurs œuvrant pour la Commission internationale de stratigraphie, considère qu'« il s'agit d'une étude de très grande qualité, qui concorde parfaitement avec [leurs] propres résultats ».
En 2018, une équipe de recherche internationale voit dans l'« accélération de l'augmentation de la biodiversité au niveau des sommets européens », « un nouvel indicateur de « la grande accélération » »,.
Ce concept de « grande accélération » et ses enjeux prospectifs sont notamment repris par le 6e rapport sur l'état de l'environnement dans l'Union européenne publié par l'Agence européenne de l'environnement (500 pages) en 2020 (tout comme celui de « limites de la croissance »),.

## Enjeux
Un nombre croissant de personnalités (notamment dans la sphère de la collapsologie, avec par exemple Pablo Servigne ou Yves Cochet en France) alertent sur le fait que cette accélération pourrait déboucher sur un effondrement (collapsus écologique, climatique et civilisationnel).
Dominique Bourg note que dans l'Anthropocène, cette grande accélération a notamment été marquée et caractérisée par une explosion des flux de matières et d'énergie sur la planète. Parce que l'humanité tend alors à outrepasser, si ce n'est déjà fait, certaines « limites planétaires » (foncier cultivable, ressources fossiles, biocapacité, seuils de résilience écologique…, son développement risque de conduire à des « modifications brutales, non linéaires et difficilement prévisibles de l’environnement à l’échelle mondiale, qui pourraient être catastrophiques pour l’humanité », alerte Sandrine Paillard.

## Vue d'ensemble
Pour évaluer et suivre les effets des activités humaines sur la Terre (anthropisation), avec l’aide du GIEC et de l’IPBES pour ce qui concerne le consensus scientifique et sa mise à jour périodique (respectivement pour le réchauffement climatique et la biodiversité), un certain nombre de paramètres socio-économiques et de suivi du système terrestre sont utilisés, notamment : population/démographie, économie, consommation de ressources naturelles, (empreinte eau, empreinte carbone, empreinte écologique…), naturalité, production alimentaire, transports, technologie, émissions de gaz à effet de serre, température de surface. Ils montrent que l’être humain est en train de dépasser par ses impacts sur le système Terre, ceux des grandes forces de la nature, susceptibles de déboucher sur une sixième extinction, qui semble déjà bien engagée.
L'Anthropocène est typiquement présenté comme la suite de l'Holocène, soulignant le rôle central de l'humanité dans la géologie et l'écologie. Depuis 1950, ces tendances se développent de manière rapide, voire exponentielle.

## Catégories de classification des données sur la grande accélération
Sous l’égide de l’Organisation des Nations unies, le programme international géosphère-biosphère a classé (pour les analyser) les données des années 1750 à 2010 en deux catégories, comprenant chacune douze sous-catégories :
- la première catégorie regroupe les données de tendances socioéconomiques illustrant les impacts du développement humain tel qu’il s’est produit ;
- la seconde catégorie regroupe les données décrivant les tendances d’évolution du système terrestre (climat, biodiversité).

### Indicateurs de tendances socio-économiques
Ces indicateurs sont :

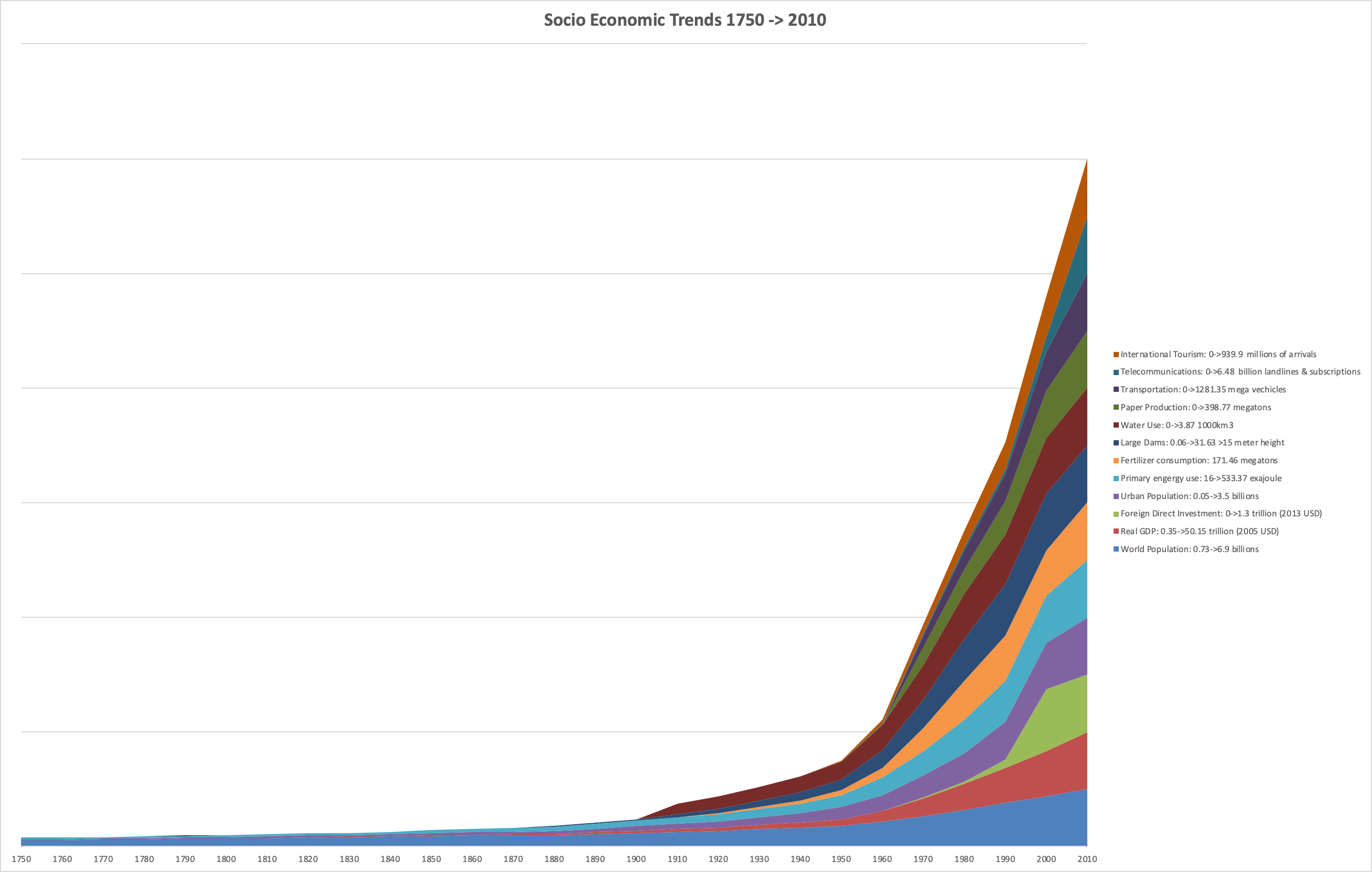
Tendances socioéconomiques de l'accélération de l'anthropocène de 1750 à 2010. Les données affichées sous forme graphique sont mises à l'échelle pour la valeur en 2010 de chaque donnée. Source : Programme international géosphère-biosphère

1. Population (Population/démographie)
2. Real GDP (PIB réel)
3. Foreign Direct Investment (Investissement étranger direct)
4. Urban population (Taux de population urbaine)
5. Primary energy use (Utilisation d’énergie primaire)
6. Fertiliser consumption (Consommation d’engrais)
7. Large dams (Grands barrages)
8. Water use (Utilisation d’eau)
9. Paper production (Production de papier)
10. Transportation (Transports)
11. Telecommunications (Télécommunications)
12. International Tourism (Tourisme international)

### Indicateurs de tendance pour le systèmeTerre

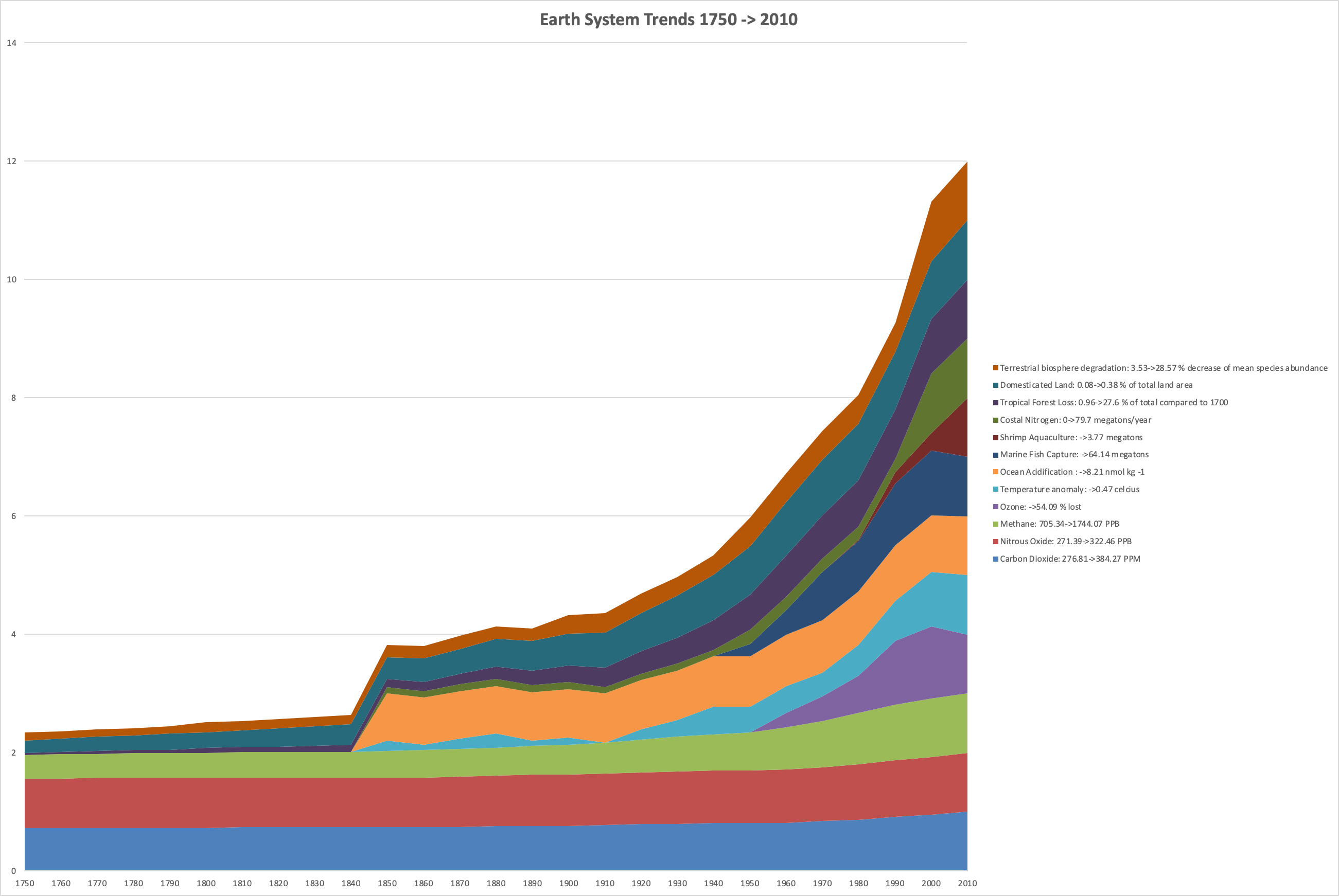
Tendances pour le système terrestre dans le cadre de la grande accélération de l'anthropocène (de 1750 à 2010). Les données graphiques affichées sont mises à l'échelle pour la valeur en 2010 de chaque donnée. Les données sources proviennent du Programme international géosphère-biosphère

1. Gaz carbonique
2. Protoxyde d'azote
3. Méthane
4. Ozone stratosphérique
5. Température de surface
6. Acidification des océans
7. pêche (halieutique)(Surpêche)
8. Aquaculture de crevettes
9. Azote en zone côtière
10. Déforestation en zone tropicale
11. Occupation du sol
12. Dégradation de la biosphère